# Geodena capitifera
Geodena capitifera är en fjärilsart som beskrevs av W. Warren 1904. Geodena capitifera ingår i släktet Geodena och familjen mätare. Inga underarter finns listade i Catalogue of Life.